# Enterprise (Schiff, 1705)
Die Enterprise war eine 24-Kanonen-Fregatte der englischen Marine, die von 1705 bis 1707 in Dienst stand.

## Geschichte
Das Schiff wurde ursprünglich als 24-Kanonen-Schiff L’Entreprenante für die französische Marine 1705 in Dienst gestellt und am 7. Maijul. / 18. Mai 1705greg. durch das englische 50-Kanonen-Linienschiff Triton gekapert. Anschließend wurde sie mit dem Namen Enterprise als Schiff 6. Ranges in den Dienst der englischen Marine gestellt.
Unter dem Kommando von J. Paul wurde das Schiff in die Werften von Livorno in Italien überführt. Zwei Jahre später, am 19. Mai 1707, verließ die Enterprise unter dem Kommando von W. Davenport die Werft von Livorno. Am 12. Oktoberjul. / 23. Oktober 1707greg. ging sie bei Thornton unter.

## Technische Beschreibung
Die Enterprise war als Batterieschiff mit einem durchgehenden Geschützdeck konzipiert und hatte eine Länge von 28,35 Metern (Geschützdeck), eine Breite von 8,25 Metern und einen Tiefgang von 3,48 Metern. Das Schiff war ein Rahsegler mit drei Masten (Fockmast, Großmast und Kreuzmast). Der Rumpf schloss im Heckbereich mit einem Heckspiegel, in den eine Galerie integriert war, die in die seitlich angebrachte Seitengalerie mündete.
Die Besatzung hatte eine Stärke von 115 Mann (Offiziere, Unteroffiziere und Mannschaften). Die Bewaffnung bestand aus 24 Kanonen (zwanzig 6-Pfünder und vier 4-Pfünder).